# یواس‌اس لئونارد اف میسون (دی‌دی-۸۵۲)
یواس‌اس لئونارد اف میسون (دی‌دی-۸۵۲) (به انگلیسی: USS Leonard F. Mason (DD-852)) یک کشتی بود که طول آن ۳۹۰ فوت ۶ اینچ (۱۱۹٫۰۲ متر) بود. این کشتی در سال ۱۹۴۶ ساخته شد.